# Die Neue Zeit

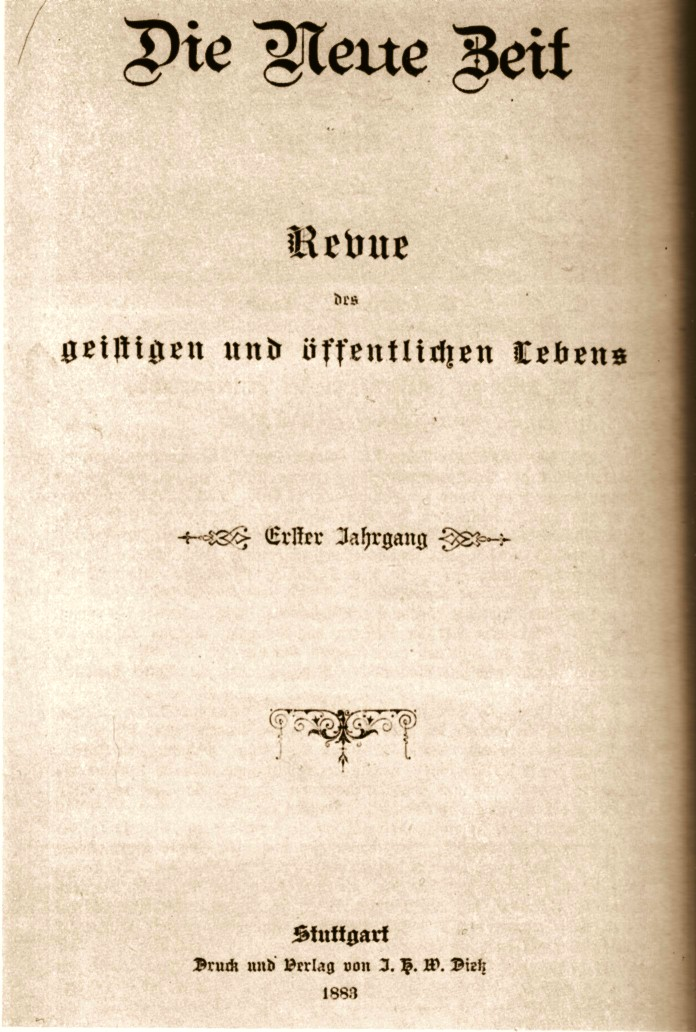
Le premier numéro de Neue Zeit (1883)

Die Neue Zeit (Les Temps nouveaux) est une revue politique allemande d'orientation socialiste et marxiste qui a paru de 1883 à 1923. Fondée et dirigée par Karl Kautsky, elle a accueilli les articles et contributions de plusieurs grands idéologues socialistes de son temps tels que Rosa Luxemburg, Eduard Bernstein, Karl Liebknecht ou Paul Lafargue. Elle a joué un rôle particulièrement important dans le cadre du débat réformiste ou Reformismusstreit. 

## Origine et création
À la suite de la promulgation de la Loi contre les socialistes (Sozialistengesetz), le 21 octobre 1878, le Parti socialiste ouvrier d'Allemagne (SAP, futur SPD) perd la quasi-totalité de ses relais médiatiques. En juin 1879, les autorités impériales empêchent la parution de 148 périodiques et de 249 ouvrages non périodiques, ainsi que de milliers de tracts, brochures et affiches. La presse socialiste est condamnée à la clandestinité. Certaines publications sont déménagées à l'étranger (notamment en Suisse). D'autres sont confiées à des particuliers ou mécènes, qui les impriment et distribuent sur leurs propres fonds.
Hermann Dientz est l'un de ces particuliers. Il a installé une maison d'édition à Stuttgart en 1880 et y édite, dans l'illégalité, des œuvres de Marx et Engels, ainsi que quelques revues officiellement indépendantes, mais officieusement rattachées au SPD. En 1882, il sympathise avec deux intellectuels issus des cercles de Vienne, Karl Kautsky et Heinrich Braun, Il leur propose d'assurer la publication d'une revue politique engagée. Au terme d'un entretien à Salzbourg avec plusieurs dirigeants sociaux-démocrates (parmi lesquels August Bebel), le projet prend forme. Dietz, Braun et Kautsky s'engagent en janvier 1883 à fonder une société d'un capital de 9000 marks, prélevé sur leurs fonds propres.
Cet engagement est rapidement remis en question au terme de plusieurs désaccords sur l'orientation éditoriale de la revue. Braun y voit une publication théorique à destination d'un public d'intellectuels. Kautsky souhaite en faire un outil de propagande et vise un lectorat beaucoup plus large. Dès mars 1883, Braun quitte l'association et crée, quelques années plus tard, une revue plus conforme à son dessein, l'Archiv für Sozialpolitik und Statistik.
Pour Kautsky, la publication de Neue Zeit coïncide avec son ralliement définitif au marxisme. Il a voyagé en Angleterre et rencontré Marx et Engels. Après la mort de Marx, il vit à Londres jusqu'à la fin des lois antisocialistes et y reste en contact permanent avec Engels, qui influence ainsi directement le contenu de la revue. 
Dans cette optique résolument marxiste, la revue ne doit pas seulement servir à combler le déficit intellectuel d'un SPD encore sonné par la Sozialistengesetz. Elle doit s'adresser au prolétariat, lui faire « comprendre le fonctionnement de son mouvement et de ses luttes en appliquant de manière conséquente la méthode marxiste avec l'objectif de continuer à développer cette dernière ».

## Organisation et diffusion
De 1883 à 1890, l'organisation de la revue est assez incertaine. Paraissant clandestinement, elle ne peut se doter d'une rédaction permanente. Kautsky rédige à lui seul le tiers de son contenu éditorial ; le reste est produit par des contributeurs intermittents. À partir de 1884, Kautsky s'installe à Londres et dirige donc Die Neue Zeit à distance. La composition concrète de la revue est déléguée à des intermédiaires sur place à Stuttgart. 
Pendant toute cette période, Neue Zeit est publiée mensuellement. En dépit des ambitions de Kautsky, elle ne parvient pas à atteindre une audience très large. Elle ne fédère, à ses débuts, pas plus de 2500 abonnés. Elle peine en conséquence à assurer son équilibre financier. Vers 1884, la société est en déficit de 4000 marks, soit près de la moitié du capital initial. Pour pérenniser la revue, la maison d'édition Dientz décide de la rattacher à une de ses collections plus rentable, la Bibliothèque international des classiques du socialisme, dont Karl Kautsky devient l'éditeur responsable.
Après l'abrogation de la loi anti-socialiste, Die Neue Zeit change radicalement. Elle devient hebdomadaire et élargit son audience qui atteint jusqu'à 10 000 abonnés au début des années 1890. Dans ce contexte légal clarifié, Kautsky s'entoure désormais d'une rédaction permanente. En 1891, pour la première fois, la page de garde répertorie les principaux contributeurs : August Bebel, Euduard Bernstein, Friedrich Engels, Paul Lafargue, Max Schippel et Friedrich Adolph Sorge. Cette liste évolue au fil des années. Wilhelm Liebknecht et Franz Mehring y sont mentionnés à partir de 1892, puis Heinrich Cunow en 1899, tandis que le nom d'Eduard Bernstein disparaît en 1900. Parallèlement, la revue dispose de plusieurs correspondants permanents comme Charles Rappoport et Hubert Lagardelle pour la France, ainsi que de nombreux contributeurs intermittents, parmi lesquels Rosa Luxemburg. 
Le lectorat de la revue régresse à la fin des années 1890. Elle atteint un étiage de 4000 abonnés en 1896, puis se stabilise autour de 7000 abonnés au cours de la première décennie du XXe siècle. Il est clair que le projet initial de Kautsky (initier le prolétariat aux thèses marxistes) ne s'est pas réalisé : « La revue n'arrive pas à dépasser les cercles étroits formé par des intellectuels de gauche et certains fonctionnaires du parti ». Qui plus est, elle est progressivement concurrencée par d'autres acteurs sur ce segment étroit, comme la revue révisionniste de Johann  Sassenbach, Der sozialistische Akademier. À défaut, Die Neue Zeit parvient néanmoins à s'imposer comme la revue officielle du SPD. De 1901 à 1914, elle se qualifie en sous-titre d'Hebdomadaire de la social-démocratie allemande (Wochenschrift der deutschen Sozialdemocratie).

## Structure éditoriale
Die Neue Zeit met progressivement en place un canevas éditorial fixe, marqué par plusieurs rubriques récurrentes. Généralement, elle s'ouvre sur une analyse de la situation en Allemagne (le premier article comporte presque systématiquement la mention Berlin suivie de la date). S'ensuivent plusieurs articles théoriques et correspondances étrangères, puis une recension d'ouvrage récemment paru. Le numéro se conclut par un feuilleton littéraire ou romanesque.